# Tri humoreske (1957.)
Tri humoreske je hrvatska televizijska drama iz 1957. godine, u režiji i po scenariju Danijelu Marušiću. Riječ je o televizijskoj adaptaciji triju humoreski Marka Twaina: Novinarstvo u Tennesseeu, Intervju i Kako sam uređivao poljoprivredne novine.
Premijerno je prikazana 8. rujna 1957. na Televiziji Zagreb.

## Glumačka postava
- Vanja Drach kao Mark Twain
- Ivan Šubić
- Mato Grković
- Pavle Bogdanović
- Fabijan Šovagović

## Vanjske poveznice
- Tri humoreske u internetskoj bazi filmova IMDb-a